# Bembidion alacre
Bembidion alacre es una especie de escarabajo del género Bembidion, categorizada en la tribu Bembidiini, de la subfamilia Trechinae.

## Distribución
Se distribuye por Nueva Zelanda.

## Taxonomía
Fue descrita por Broun en 1921.